# Riley 2.6
La 2.6 è un'autovettura di fascia medio-alta prodotta dalla Riley dal 1957 al 1959. Era il modello di punta della gamma offerta dalla casa automobilistica britannica, e sostituì la Riley Pathfinder.
Mentre il motore del modello predecessore era stato sviluppato ancora dalla Riley, e quindi aveva installato, ad esempio, un doppio albero a camme in testa ed una testata “cross-flow”, cioè con collettori di aspirazione da un lato della stessa e collettori di scarico dall'altro, il propulsore della 2.6 era quasi identico a quello della Wolseley 6/90. Questo motore della 2.6 era un sei cilindri in linea da 2.639 cm³ di cilindrata che erogava 101 CV di potenza.
La 2.6 fu offerta con un solo tipo di carrozzeria, berlina quattro porte. Come le ultime Pathfinder, era disponibile sia con verniciatura bicolore sia con verniciatura monocolore.
Esternamente, la differenza più evidente tra la 2.6 e la Pathfinder risiedeva nella struttura del cofano: mentre nella seconda la calandra si alzava con il cofano quando esso veniva sollevato, sulla 2.6 la griglia rimaneva fissa.
Il modello non ebbe successo, e fu tolto dal mercato già nel maggio del 1959. Fu l'ultima vettura Riley di grandi dimensioni.